# Де Гузман, Джулиан
Джулиан Бобби де Гузман (англ. Julian Bobby de Guzmán; род. 25 марта 1981, Торонто) — канадский футболист, полузащитник, известный по выступлениям за «Депортиво Ла-Корунья», «Ганновер 96», «Торонто» и сборную Канады. Старший брат Джонатана де Гузмана. Ныне — спортивный директор клуба «Нью-Йорк Ред Буллз».

## Клубная карьера
Джулиан был обнаружен скаутами марсельского «Олимпика» в канадском «Норд Скарборо». В 1997 году он переехал во Францию, где выступал за молодёжный состав «Марселя» до 2000 года. В 2000 году в поисках игровой практики де Гузман перешёл в клуб второго немецкого дивизиона «Саарбрюккен».

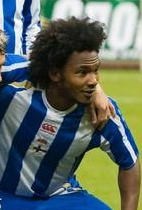
Де Гузман в матче «Депортиво Ла-Корунья» против московского ЦСКА

В 2002 году Джулиан подписал контракт с командой из Бундеслиги «Ганновер 96», став третьим канадским футболистом в чемпионате Германии. В клубе он провёл три сезона, сыграв 78 матчей и забив 2 гола. Руководство «Ганновера» не захотело продлевать соглашение с полузащитником и он получил статус свободного агента. Большую заинтересованность в футболисте проявлял английский «Тоттенхэм Хотспур», но Джулиан подписал контракт с испанским «Депортиво Ла-Корунья». Де Гузман стал первым канадцем, выступающим в Ла Лиге. В сезоне 2007/08 Джулиан получил приз лучшего футболиста по итогам сезона, когда помог команде избежать вылета и завоевать место в Кубке УЕФА. За «Депортиво» де Гузман провёл 95 матчей и забил один гол в ворота мадридского «Реала».
В сентябре 2009 года де Гузман подписал трёхлетний контракт с клубом «Торонто». Зарплата полузащитника составила 1 910 746 $ в год. В команде он являлся одним из назначенных игроков — футболистов, выведенных из-под потолка зарплат. 19 сентября 2009 года в матче против «Лос-Анджелес Гэлакси» де Гузман дебютировал в MLS. В июле 2010 года Джулиану удалось убедить своего бывшего партнёра по «Депортиво» Мисту перейти в «Торонто». Сезон 2010 де Гузман проводит неудачно и подвергается критике за несоответствие уровню игры и получаемой заработной платы. Появились слухи о переходе полузащитника в «Ванкувер Уайткэпс» и «Портленд Тимберс», но тем не менее де Гузман остался в команде. 5 января 2011 года Джулиан перенёс операцию на мениске. 7 августа в матче против «Ди Си Юнайтед» он забил дебютный гол в MLS. 18 августа в поединке Лиги чемпионов КОНКАКАФ против панамской команды «Тауро» де Гузман забил свой первый гол за клуб на международном уровне.
13 июля 2012 года де Гузман был обменян на Эндрю Уидемена в «Даллас». 18 сентября в матче против «Сан-Хосе Эртквейкс» Джулиан дебютировал в новой команде. 15 сентября в поединке против «Ванкувер Уайткэпс», полузащитник забил свой первый гол за клуб. Контракт де Гузмана истек летом 2012 года, но он воспользовался правом продления и остался до декабря. Зимой 2013 года де Гузман получил статус свободного агента.
После ухода из «Далласа» Джулиан выступал за «Ян», греческий «Ксанти» и «Оттава Фьюри». В январе 2017 года он завершил профессиональную карьеру и получил работу в структуре своего последнего клуба.

## Международная карьера

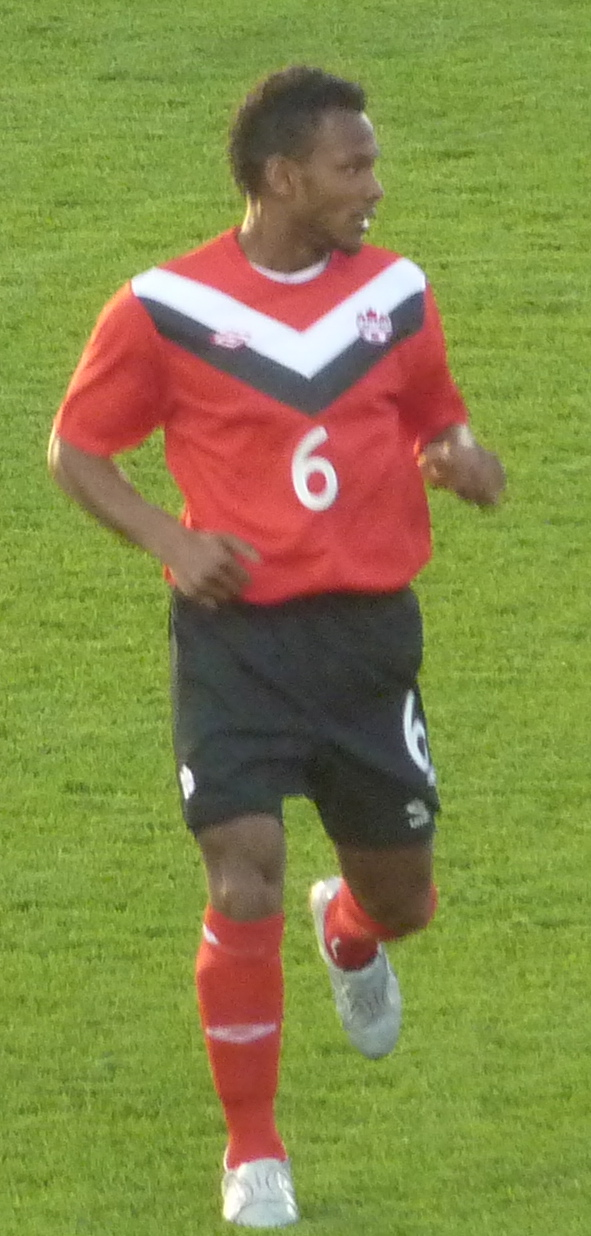
Де Гузман в матче национальной сборной против сборной Эквадора

В 2001 году де Гузман дебютировал за молодёжную сборную Канады на молодёжном чемпионате мира в Аргентине.
В январе 2002 года Джулиан был включён в заявку сборной Канады для участия в Золотом кубке КОНКАКАФ. 26 января в матче против сборной Мартиники он дебютировал за национальную команду. Также де Гузман сыграл в поединке против сборной Южной Кореи.
В 2007 году Джулиан во второй раз принял участие в Золотом кубке КОНКАКАФ. На турнире он сыграл в матчах против сборных Коста-Рики, Гваделупы, Гаити, Гватемалы и США. В поединке против костариканцев де Гузман сделал «дубль», забив свои первые голы за сборную. По итогам соревнований он был признан лучшим футболистом турнира.
В 2009 году Джулиан в третий раз принял участие в розыгрыше Золотого кубка КОНКАКАФ. На турнире он сыграл против сборных Сальвадора, Ямайки и Гондураса.
В 2011 году де Гузман в четвёртый раз попал в заявку на участие в Золотом кубке КОНКАКАФ. На турнире он принял участие в матчах против сборных Панамы и Гваделупы.
В 2013 году Джулиан в пятый попал в заявку на участие в Золотом кубка КОНКАКАФ. На турнире он сыграл в матчах против сборных Мартиники, Мексики и Панамы
В 2015 году Джулиан попал в заявку сборной на участие в Золотом кубка КОНКАКАФ. На турнире он сыграл в матчах против сборных Коста-Рики и Ямайки.

### Статистика в сборной
| Канада | Канада | Канада |
| Год    | Игры   | Голы   |
| ------ | ------ | ------ |
| 2002   | 4      | 0      |
| 2003   | 2      | 0      |
| 2004   | 7      | 0      |
| 2005   | 2      | 0      |
| 2006   | 3      | 0      |
| 2007   | 10     | 2      |
| 2008   | 7      | 2      |
| 2009   | 7      | 0      |
| 2010   | 2      | 0      |
| 2011   | 8      | 0      |
| 2012   | 9      | 0      |
| 2013   | 8      | 0      |
| 2014   | 5      | 0      |
| 2015   | 11     | 0      |
| 2016   | 4      | 0      |
| Всего  | 89     | 4      |

### Голы за сборную Канады
| №   | Дата            | Место                  | Противник  | Результат | Соревнование                       |
| --- | --------------- | ---------------------- | ---------- | --------- | ---------------------------------- |
| 01. | 6 июня 2007     | Майами, США            | Коста-Рика | 2:1       | Золотой кубок КОНКАКАФ 2007        |
| 02. | 6 июня 2007     | Майами, США            | Коста-Рика | 2:1       | Золотой кубок КОНКАКАФ 2007        |
| 03. | 31 мая 2008     | Сиэтл, США             | Бразилия   | 2:3       | Товарищеский матч                  |
| 04. | 20 августа 2008 | Торонто, Канада        | Ямайка     | 1:1       | Чемпионат мира 2010 (квалификация) |
| 05. | 7 августа 2012  | Грос-Айлет, Сент-Люсия | Сент-Люсия | 0:7       | Чемпионат мира 2014 (квалификация) |

## Карьера тренера и руководителя
15 августа 2017 года де Гузману было поручено временно исполнять обязанности главного тренера «Оттава Фьюри» после отставки Пола Далглиша. 21 декабря 2017 года де Гузман был назначен генеральным менеджером «Оттава Фьюри». Он занимал эту должность до конца сезона 2019, когда клуб прекратил своё существование.
В 2020 году де Гузман стал президентом и совладельцем новообразованного клуба «1812 Барри». В январе 2021 года де Гузман покинул «1812 Барри», чтобы создать новый клуб под названием «Симкоу Каунти Роверс».
2 февраля 2024 года де Гузман был назначен спортивным директором клуба «Нью-Йорк Ред Буллз».

## Достижения
Командные
«Депортиво Ла-Корунья»
- Обладатель Кубка Интертото — 2008

Индивидуальные
- Самый ценный футболист Золотого кубка КОНКАКАФ — 2007
- Символическая сборная турнира — 2007
- Символическая сборная турнира — 2009
- Лучший футболист года «Депортиво Ла-Корунья» — 2007/08
- Лучший футболист года в Канаде — 2008
- Лучший футболист Канады — июль 2012
- Лучший бомбардир — 2011/12